# Karl August Otto Hoffmann
Karl August Otto Hoffmann (Beeskow, 25 de outubro de 1853 – Berlim, 11 de setembro de 1909) foi um botânico alemão.
Foi professor em Berlim e o autor de Sertum plantarum madagascariensium

## Homenagens
O gênero Hoffmanniella da família Asteraceae foi nomeado em sua honra.